# Dorset (Minnesota)
Dorset é uma comunidade não incorporada em Henrietta Township, Hubbard County, Minnesota, Estados Unidos.
A pequena comunidade (população de 22 pessoas) está localizada a seis milhas a leste-nordeste de Park Rapids e a seis milhas a oeste de Nevis. Rodovias de auxílio estatal do condado de Hubbard 7 e 18; e a Rodovia Estadual 226 (MN 226) são três das principais vias da comunidade. A rodovia estadual 34 (MN 34) fica nas proximidades. Dorset está localizado ao longo da Heartland State Trail.

## História
Um correio chamado Dorset foi estabelecido em 1898 e permaneceu em operação até ser descontinuado em 1964. A comunidade foi nomeada por funcionários da ferrovia.

## Prefeito de Dorset

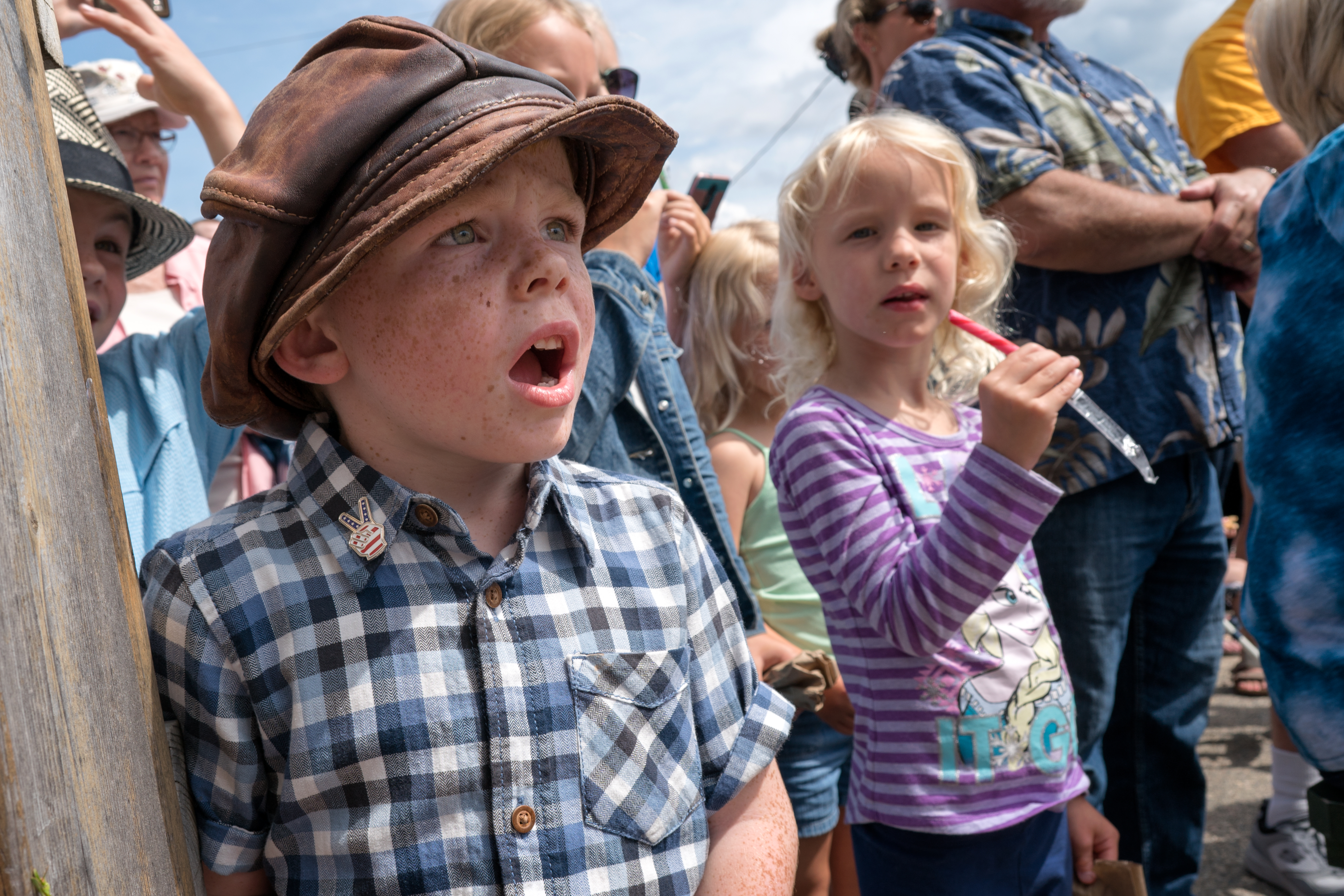
O ex-prefeito de Dorset, James Tufts, reage a perder uma candidatura à reeleição

A posição de "Prefeito de Dorset" é simbólica, pois a cidade é administrada por um grupo de cinco empresários locais. A cidade realiza uma eleição anual no festival "Taste of Dorset", em que os residentes pagam 1 dólar para adicionar um nome de sua escolha a um chapéu, com um papel aleatório sendo sorteado para selecionar um prefeito.
Em agosto de 2012, Robert "Bobby" Tufts, então com três anos, tornou-se prefeito por um mandato de um ano, quando seu nome foi escolhido. Em 4 de agosto de 2013, Tufts foi eleito para um segundo mandato. Tufts perdeu uma campanha de reeleição em 2014 para Eric Mueller, de 16 anos. O irmão de três anos de Tufts, James, também foi eleito em agosto de 2015. Gwendolyn Davis, de Utah, de 4 anos, ganhou a prefeitura em 2016.